# Fred Haise
Fred Wallace Haise Jr. (/heɪz/ HAYZ; n. 14 noiembrie 1933, Biloxi, Mississippi, SUA) este un american, fost astronaut NASA, pilot de vânătoare în cadrul U.S. Marine Corps și U.S. Air Force și pilot de teste. Este unul dintre cei 24 de oameni care au zburat în jurul Lunii, avându-se – în calitate de pilor al modulului lunar – pe Apollo 13. Ar fi trebuit să fie a șasea persoană care să aselenizeze și să meargă pe Lună, dar misiunea Apollo 13 a fost întreruptă înainte de aselenizare. A făcut ulterior parte din programul Space Shuttle Approach and Landing Tests în 1977, retrăgându-se din NASA în 1979.

## Biografie

### Viața timpurie, educația și experiența de zbor

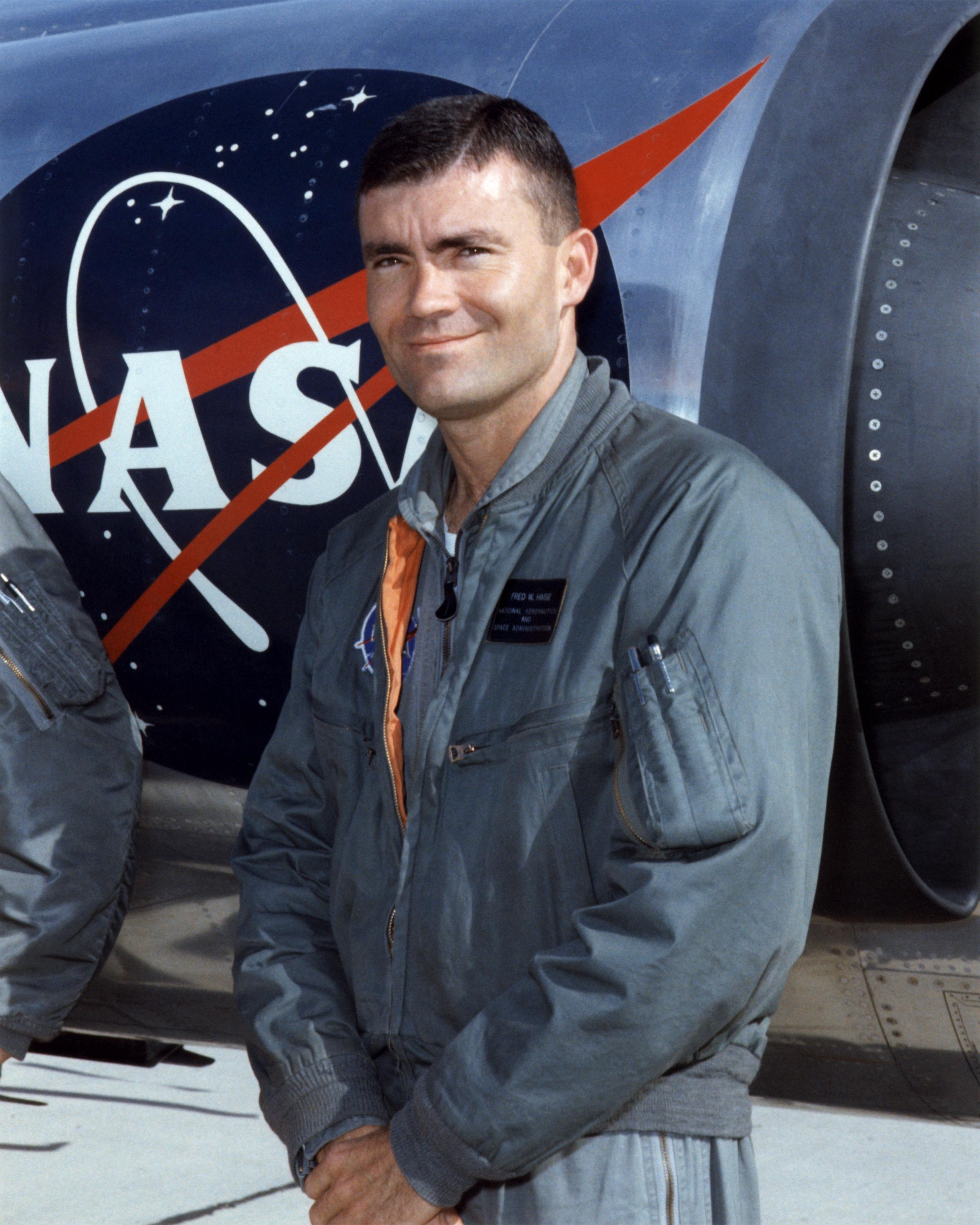
Haise în 1966

Născut pe 14 noiembrie 1933 și crescut în Biloxi, Mississippi, Haise a urmat liceul Biloxi (pe care l-a absolvit în 1950) și Colegiul Junior Perkinston, cu scopul original de a face carieră în jurnalism (a primit diploma de Associate of Arts în 1952). A fost Boy Scout, câștigând titlul de Star Scout. În ciuda faptului că se temea de zbor, s-a alăturat programului de formare Naval Aviation Cadet (NAVCAD). Haise a făcut parte din programul de antrenament Naval Aviator din 1952 până în 1954 și a servit ca pilot de luptă pentru U.S. Marine Corps la MCAS Cherry Point, Carolina de Nord, din martie 1954 până în septembrie 1956. Haise a acumulat 9300 ore de zbor, dintre care 6200 de ore în avioane cu reacție.
După încheierea serviciului militar, Haise a revenit la școală și a absolvit (1959) cu diplomă de licență ingineria aeronautică la Universitatea din Oklahoma, servind în același timp în Oklahoma Air National Guard, ca pilot de interceptare în cadrul 185th Fighter Interceptor Squadron. A lucrat apoi  pentru nou–înființata NASA, mai întâi ca pilot de încercare la Lewis Research Center de lângă Cleveland. Unitatea Garda Națională Aeriană din care făcea parte a fost chemată în timpul crizei Berlinului (1961) și a servit zece luni ca pilot de luptă în Forțele Aeriene ale Statelor Unite. A fost un pilot tactic de luptă și șef al celei de-al 164th Tactical Fighter Squadron la Mansfield Lahm Air National Guard Base, Ohio.
În 1964, Haise a absolvit cursuri postuniversitare la Aerospace Research Pilot School din cadrul Edwards Air Force Base, California, iar în 1972 a participat la Harvard Business School's Advanced Management Program. A a primit un Doctorat onorific în Științe al Universității de Vest din Michigan în 1970.

### Cariera NASA

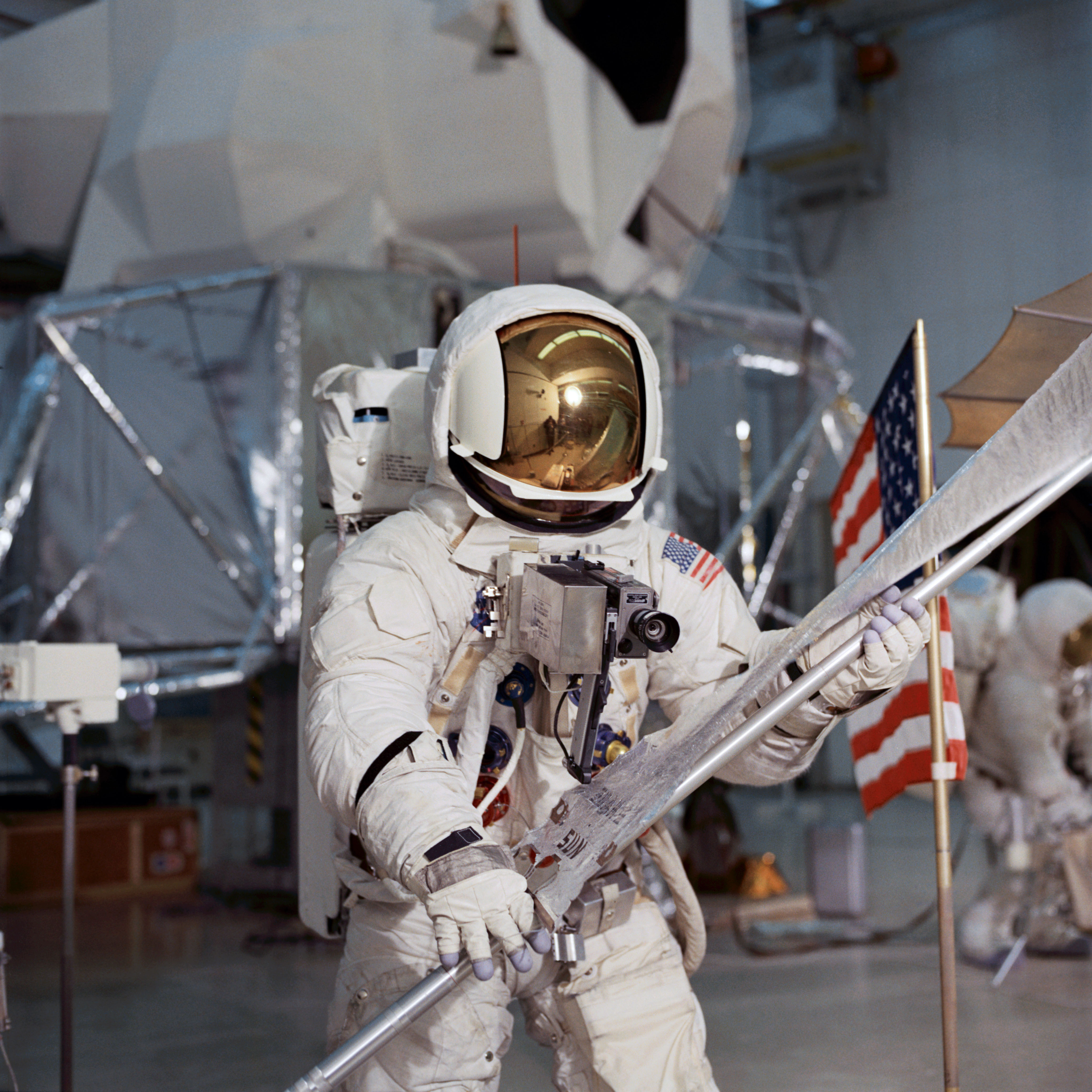
Haise antrenându-se

În 1966, Haise a fost unul dintre 19 astronauti nou selectați pentru NASA Astronaut Group 5. El lucrase deja cu NASA de mai mulți ani ca pilot civil de cercetare. A fost primul astronaut din clasa sa care a fost desemnat pentru o misiune, servind ca pilot de rezervă de modul lunar pentru misiunile Apollo 8 și Apollo 11.

#### Apollo 13
"Va fi interesant pentru public doar dacă va fi prima explorare a unui alt corp planetar sau dacă va avea vreo problemă."
 Haise a fost pilot al modulului lunar de pe Apollo 13 în 1970, misiune întreruptă înainte de aselenizare. Din cauza traiectoriei deviate, Haise, Jim Lovell și Jack Swigert (ceilalți doi astronauti de pe Apollo 13), probabil dețin recordul pentru cea mai mare distanță parcursă vreodată de ființe umane față de Pământ. În timpul acestui zbor Haise a dezvoltat o infecție a tractului urinar, iar mai târziu infecții ale rinichilor. Acestea i-au cauzat dureri în cea mai mare parte a călătoriei.

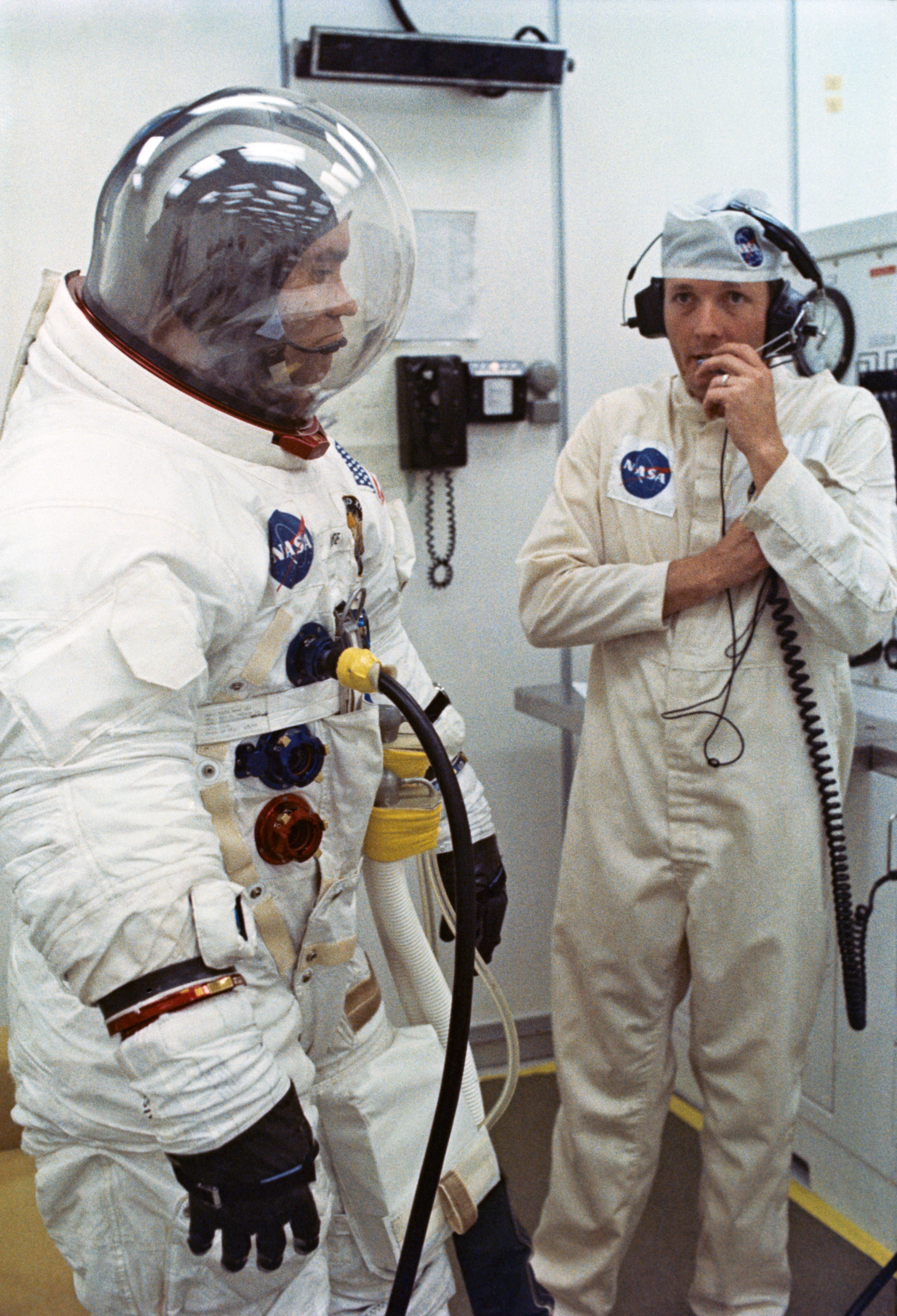
Haise în cadrul misiunii Apollo 13, 11 aprilie 1970

Haise ar fi trebuit să devină al șaselea om care a mers pe Lună în timpul lui Apollo 13, urmându-i lui Lovell (al cincilea). Alan Shepard și Edgar Mitchell (Apollo 14), au devenit în cele din urmă cei de-al cincilea, respectiv al șaselea om pe Lună. 
Haise a rămas în rotația astronauților și a servit drept comandant de rezervă pentru Apollo 16. Deși nu exista o selecție oficială, Haise a fost în perspectivă pregătit să comande Apollo 19, alături de William R. Pogue (comandant al modulului de comandă) și Gerald P. Carr (pilot de modul lunar). Cu toate acestea, misiunea a fost anulată la sfârșitul anului 1970 din cauza reducerilor bugetare.

#### Navetele spațiale și testele de aterizare

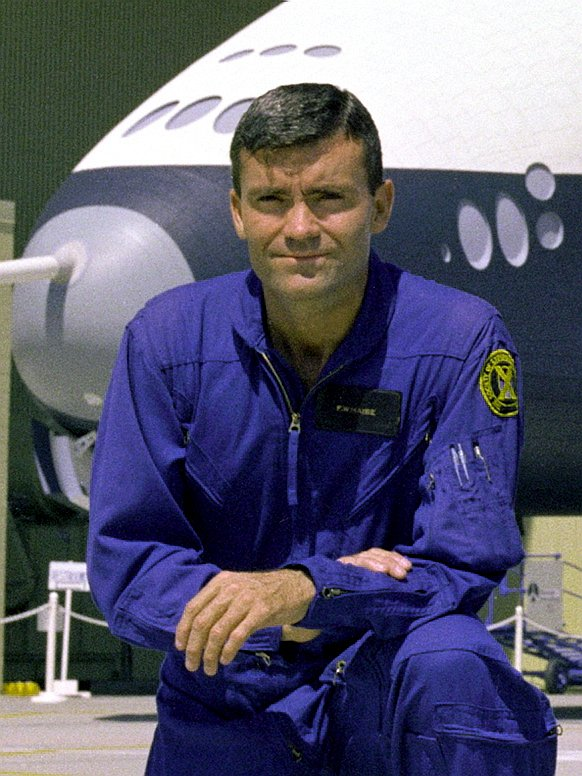
Haise în fața navetei spațiale Enterprise în 1976

După terminarea misiunii de salvare a lui Apollo 16, Haise a făcut parte din programul Space Shuttle. În 1977, a participat la testele de abordare și aterizare ale programului de la baza aeriană din Edwards. Împreună cu C. Gordon Fullerton (pilot), Haise a condus naveta spațială Enterprise în zbor liber către trei aterizări reușite, după eliberarea din navetă. Aceste teste au verificat cu succes caracteristicile de zbor ale navetei, un pas important spre succesul general al programului.
Haise a fost inițial însărcinată să comande o a doua misiune de navetă spațială, care ar fi livrat un modul pentru stația spațială Skylab. Cu toate acestea, întârzierile în dezvoltarea programului Shuttle, precum și o creștere neașteptată a devierii orbitale a Skylab au dus la abandonarea misiunii. Skylab a fost distrus la intrarea în atmosfera Pământului în iulie 1979, iar nava spațială nu a fost lansată până în aprilie 1981.
În iunie 1979 Haise a părăsit NASA pentru a deveni pilot de testare și director executiv al Grumman Aerospace Corporation,  unde a rămas până la pensionarea sa în 1996.

### Viața personală
Are patru copii cu prima sa soție (Maria Griffin Grant), cu care s-a căsătorit în 1954 și de care a divorțat în 1978: Maria M. (n. 25 ianuarie 1956), Frederick T. (n. 13 mai 1958), Stephen W. (n. 30 iunie 1961) și Thomas J. (n. 6 iulie 1970). S-a recăsătorit cu actuala soție, F. Patt Price, în 1979.
La 22 august 1973, Haise a pilotat un Convair BT–13 al Commemorative Air Force, care a fost modificat astfel încât să arate ca un Aichi_D3A „Val”, bombardier utilizat pentru filmul Tora! Tora! Tora! În timp ce încerca o aterizare aproape de Scholes Field din Galveston, Texas, o pană a generatorului electric a condus la o aterizare forțată. Haise a suferit arsuri de gradul doi la peste 50% din suprafața corporală în incendiul ce a urmat accidentului.:20

## Organizații
Haise este membru al American Astronautical Society, al Society of Experimental Test Pilots, Tau Beta Pi, Sigma Gamma Tau și Phi Theta Kappa și membru onorific al National WWII Glider Pilots Association.

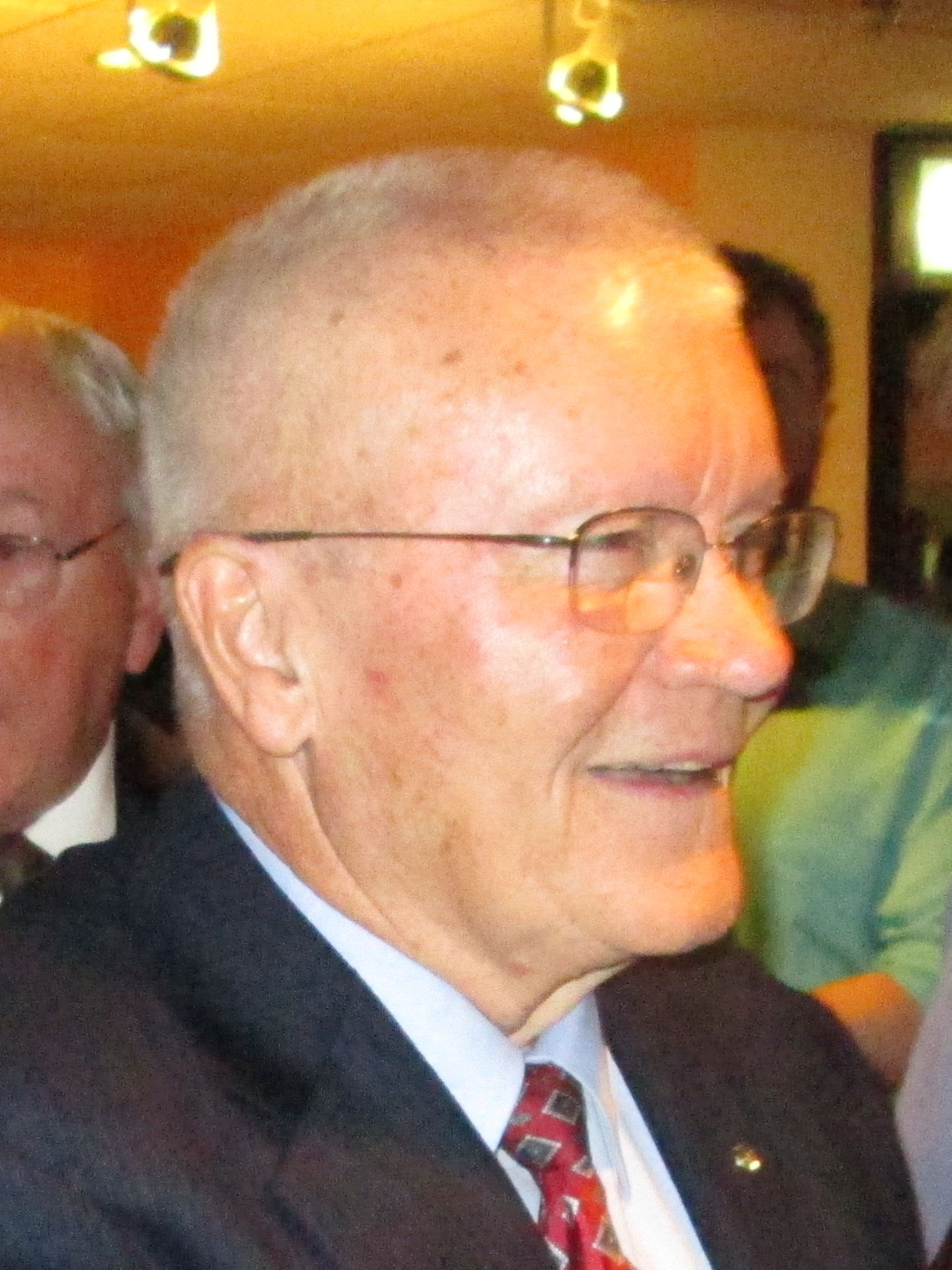
Fred Haise. Fotografie realizată pe 22 august 2015

## În cultura populară
Bill Paxton jucat rolul lui Haise în filmul Apollo 13 din 1995. Haise a apreciat filmul și l-a urmărit de mai multe ori. Adam Baldwin a jucat, de asemenea, rolul lui Haise în miniseria HBO din 1998 From the Earth to the Moon . 

## Legături externe
- Haise's official NASA biography
- Astronautix biography of Fred Haise
- Spacefacts biography of Fred Haise
- Haise at Encyclopedia of Science
- Fred Haise la Internet Movie Database
- Iven C. Kincheloe awards
- Against All Odds - Fred Haise
- Haise at International Space Hall of Fame
- Haise at Spaceacts Arhivat în 31 mai 2017, la Wayback Machine.
- Short audio interview on Astrotalkuk.org during his visit to UK in 2009 Arhivat în 6 martie 2012, la Wayback Machine.